# SMM-Panel
Ein SMM-Panel (Social-Media-Marketing-Panel) ist eine Website, die betrügerische Social-Media-Marketing-Services wie YouTube-Views, Instagram-Likes, Facebook-Followers und vieles mehr anbietet. Solche Panels werden häufig aus Hochrisikoländern wie Indien oder Vietnam betrieben, wodurch eine potenzielle Strafverfolgung vermieden wird.

## Angebote von SMM-Panels
SMM-Panels bieten alles rund um Social Media an. So kann man Follower, Likes, Views (Aufrufe) und vieles mehr für alle erdenklichen Plattformen von YouTube über TikTok bis hin zu LinkedIn kaufen.
Einige Anbieter gehen sogar noch einen Schritt weiter und verkaufen beispielsweise einen blauen Haken für Instagram oder Google-Bewertungen.
Die Preise hierbei variieren stark. Am Beispiel YouTube-Aufrufe sieht man: Manche Anbieter bieten diese für 14 Euro pro 1000 an; andere verlangen 1,25 Euro pro 1000.

## Verknüpfung via API
Das System der SMM-Panels basiert zu einem großen Teil auf der Bestellungsübertragung via einer gemeinsamen API. Damit können Bestellungen automatisch an einen günstigeren Anbieter weitergeleitet werden, welcher die Bestellung automatisch abbucht. Weil alles automatisch funktioniert, haben die Panel-Betreiber keine Arbeit, bis ein Service nicht mehr richtig funktioniert bzw. der eigentliche Serviceleister, zu dem die Bestellungen sehr vieler Panels über Umwege übermittelt werden, den Service stoppt. Wie in einem „großen Spinnennetz“ übermitteln die Anbieter also ihre Bestellungen automatisch an günstigere Anbieter, welche diese automatisch weiterübermitteln. Die sehr günstigen Anbieter haben meistens kein Impressum, bzw. sind gänzlich unbekannt.

## Umsatz von SMM-Panels
Der Betreiber der Website 500views.com nannte in einem Interview mit The New York Times Umsatzzahlen von 30.000 Euro im Monat.

## Risiko
Weil die Website-Betreiber ihre Bestellungen nur weiterleiten und nicht selbst bearbeiten, kommt es häufig vor, dass Services nicht funktionieren. In den AGB bzw. Terms of Service wird meistens darauf hingewiesen, dass Bestellungen nicht rückgängig gemacht werden können und der Website-Betreiber bei Nichtlieferung nicht haftet.
Manche SMM-Panels funktionieren nie und dienen ausschließlich dem Betrug der Kunden. Deren Betreiber sind meistens nicht auffindbar, weil die Websites kein Impressum enthalten und von anonymen Servern gehostet werden. Die Existenzzeit dieser Websites liegt meistens bei wenigen Monaten.